# Louis Roguet
Louis Roguet (1824-1850), fue un escultor francés, ganador del Premio de Roma de 1849.

## Datos biográficos y obras
Nacido en Orléans en el año 1824.
Alumno de la École nationale supérieure des beaux-arts de París.
Ganador del Premio de Roma en escultura del año 1849, con un bajorrelieve en yeso titulado Teucro herido por Hector en francés: Teucer blessé par Hector. Esta obra basada en la Ilíada de Homero, es propiedad del Estado francés y se halla en depósito de la Escuela de Bellas Artes de París.
En el Salón de París de 1849, presentó una escultura en piedra, alegoría de la República Francesa. Permaneció en tratos para su venta al Estado por 6000 francos.
En el Salón de París de 1850, presentó la estatua de La República francesa fundida en bronce. el encargo de la pieza en piedra quedó anulado. Este bronce, conservado en el Museo de Orleans, fue cedido por el Estado francés, tras su adquisición por 9000 francos.
Ese mismo año, 1850, sólo un año después de la obtención del Premio de Roma, falleció tempranamente con 26 años de edad.
Se dio su nombre a una calle en Orléans, Loiret, Francia.